# 년전
년전(베트남어: Nhân Dân / 人民)은 베트남의 대표적인 일간 신문으로, 베트남 공산당의 기관지이다. 신문 이름은 베트남어로 "인민"이라는 뜻이다.
베트남 독립 전쟁이 진행 중이던 1951년 3월 11일에 창간한 이래로 베트남 공산당의 보도, 선전 기관으로 중요한 역할을 담당해왔다. 일일 발행 부수는 18만부이다. 주말에 발행되는 년전꾸오이뚜언(Nhân Dân cuối tuần)은 11만 부가 발행되며, 월간지는 13만 부가 발행되고 있다.
베트남 공산당의 중요 지침은 년전에서 발표되고 있으며, 쯔엉찐과 토흐우가 기관지의 의장을 역임했다. 1998년 6월 21일부터 인터넷판이 발행되었으며, 2007년부터 1면과 끝면이 컬러화되었다.